# ノーマン・ホワイトサイド
ノーマン・ホワイトサイド（Norman Whiteside、1965年5月7日 -）は、北アイルランド出身の元サッカー選手。ポジションはフォワード、ミッドフィールダー。

## 経歴
北アイルランドのベルファスト生まれ。14歳の時にイングランドのマンチェスター・ユナイテッドのスカウト、ビル・ビショップ（かつてジョージ・ベストを発掘した人物）に見出され、同クラブのユースチームに入団。1982年4月にダンカン・エドワーズ以来となる同クラブ史上最年少でのリーグ戦出場記録を打ち立て、注目を集めた。
この活躍により北アイルランド代表に抜擢され、同年6月17日のFIFAワールドカップ・スペイン大会1次リーグ、ユーゴスラビア戦において17歳と41日の若さで代表デビューを飾った。この記録は、かつてFIFAワールドカップ・スウェーデン大会でのブラジルのペレの記録を塗り替える大会史上最年少出場記録となった。ホワイトサイドは、この後もスタメンに名を連ね、北アイルランドの2次リーグ進出に貢献した。
クラブレベルでは1982-83シーズンにはFAカップとフットボールリーグカップの二冠獲得に貢献。1984-85シーズンのFAカップ決勝、リヴァプールFC戦では延長後半5分に決勝点を決める活躍で優勝に貢献した。代表では1986年のFIFAワールドカップ・メキシコ大会に参加、1次リーグのアルジェリア戦では1得点を記録するなど、1989年10月11日のアイルランド戦を最後に代表から退くまで国際Aマッチ38試合に出場し9得点を記録した。
若くして才能を注目され、将来のスター候補と期待されたが、クラブレベルでは1986年にロン・アトキンソンに代わってアレックス・ファーガソンがマンチェスターユナイテッドの監督に就任すると、規律を重んじるファーガソンとの間で軋轢が生じるようになり、また膝やアキレス腱の深刻な負傷や飲酒の問題もあって次第に出場機会を失っていった。その後、1989年にエヴァートンへ移籍したが、怪我は完治せず、1991年に26歳で現役を引退した。